# Дмитрий Ольгердович
Дми́трий Ольгердович (бел. Дзмітрый Альгердавіч, лит. Dmitrijus Algirdaitis; дата рождения неизвестна — 12 августа 1399) — удельный князь брянский, стародубский и трубчевский из династии Гедиминовичей, родоначальник князей Трубецких. Сын великого князя литовского Ольгерда и княгини витебской Марии Ярославны. В Куликовской битве выступал союзником Дмитрия Ивановича. Погиб в битве литовского войска против татар на реке Ворскле.

## Биография

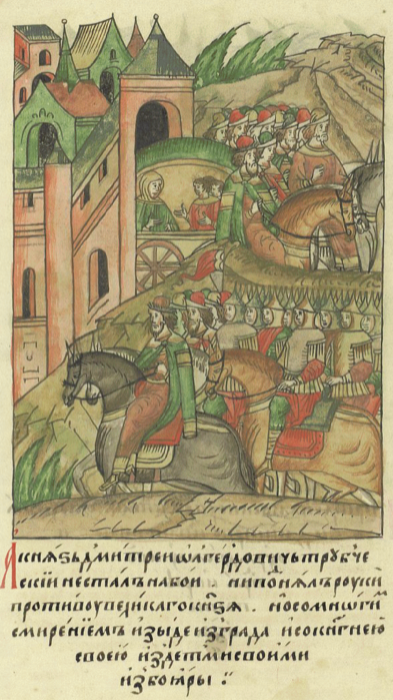
Дмитрий Ольгердович едет к Дмитрию I Донскому

Дмитрий Ольгердович, старший брат Корибута-Дмитрия, бывший примерно с 1370 года князем трубчевским.
После 1380 года эти земли были переданы во владение Дмитрию-Корибуту Ольгердовичу, без передачи права титула удельного князя Трубецкого, что подтвердили представители этой династии в эмиграции, с предиктом светлости владетельных князей.
Большую часть жизни боролся со своим младшим братом Ягайлом в союзе с Московским князем. Княжил в Переславле-Залесском. Погиб 12 августа 1399 года в битве литовского войска против татар на реке Ворскле.
На брянских монетах князя Дмитрия Ольгердовича имелся особый знак, содержащий как элемент геральдику известной печати с именем «[М]ънгдовь», которая, по мнению историка Н. П. Лихачёва, могла принадлежать первому великому князю и королю Литвы Миндовгу.

## Брак и дети
Жена: Анна Александровна, княжна рязанская, дочь Александра Ярославича и сестра великого князя рязанского Ивана Александровича. 
Дети:
- Михаил (ум. после 1399), князь Трубчевский
- Иван (ум. 1399)

## Комментарии
1. ↑  В 1375 году летописи называют князем брянским Романа Михайловича, сторонника Москвы[1].